# Alfredo Castro
Alfredo Castro (Vila do Conde, 5. listopada 1962.) je portugalski umirovljeni nogometni vratar.
Uglavnom je igrao za Boavistu. 
Bio je dijelom portugalske izabrane vrste na EP-u 1996. godine. 